# Nouilly

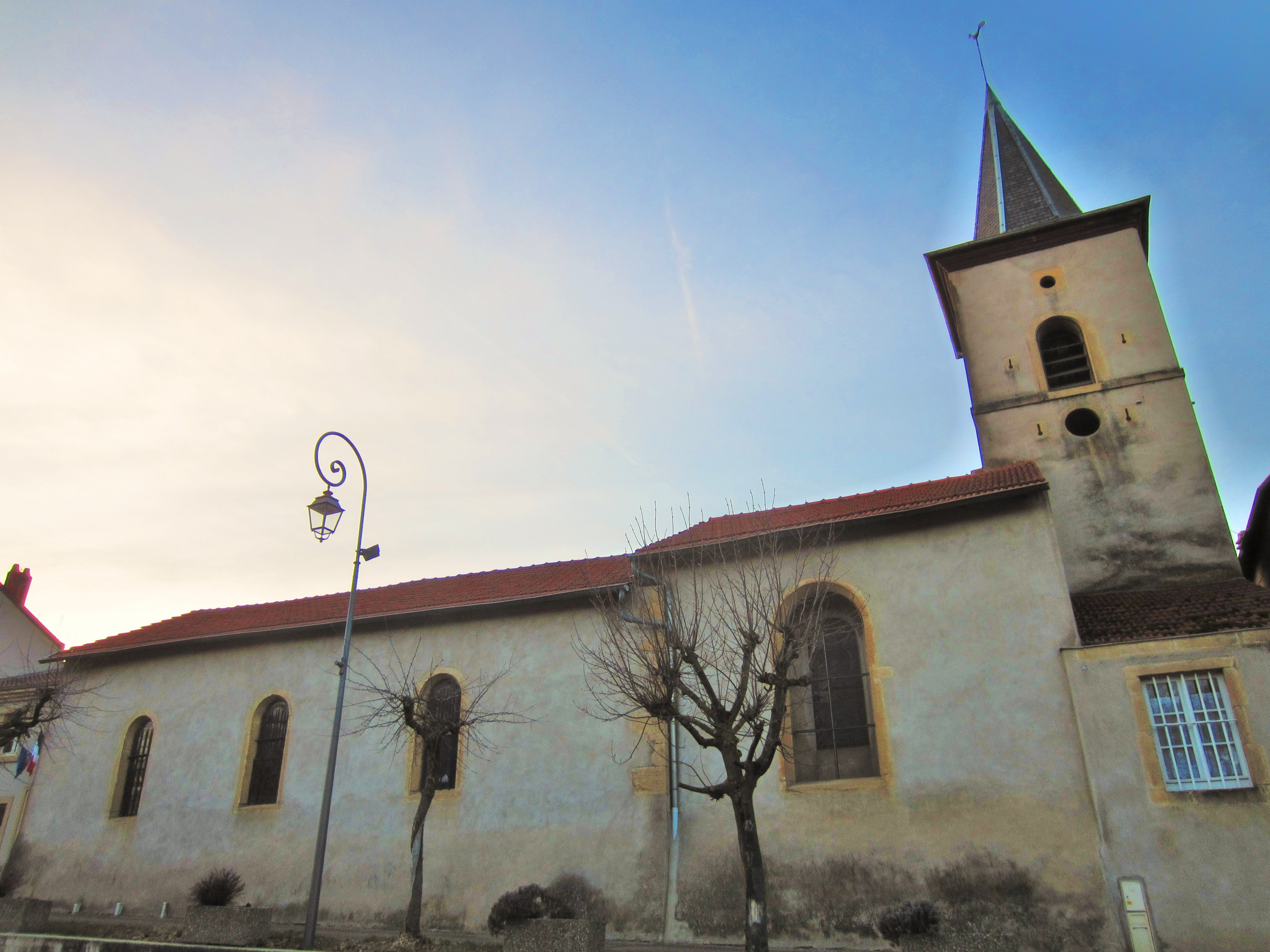
Kirche St. Agnes

Nouilly ist eine französische Gemeinde mit 718 Einwohnern (Stand 1. Januar 2022) im Département Moselle in der Region Grand Est (bis 2015 Lothringen). Sie gehört zum Arrondissement Metz und zum Kanton Le Pays messin.

## Geographie
Nouilly liegt in Lothringen, sieben Kilometer nordöstlich von Metz und zehn Kilometer südwestlich von Vigy auf einer Höhe zwischen 180 und 252 m über dem Meeresspiegel. Das Gemeindegebiet umfasst 2,4 km².

## Geschichte
Der Ort gehörte früher zum Bistum Metz.
Auf dem Gemeindewappen erkennt man die früheren Herrschaften über Nouilly: heraldisch rechts das halbe Wappen des Kapitels der Kathedrale von Metz, dem die Flur „Ban Saint Paul“ gehörte, heraldisch links das halbe Wappen der Familie Piedeschaux, die die Flur „Ban le Sénéchal“ besaß.
Während der auf beiden Seiten äußerst verlustreichen Schlacht bei Colombey am 14. August 1870 im Deutsch-Französischen Krieg fanden auch hier intensive Kampfhandlungen statt, weshalb auch von der Schlacht bei Colombey-Nouilly gesprochen wird.
Durch den Frankfurter Frieden vom 10. Mai 1871 kam die Region an das deutsche  Reichsland Elsaß-Lothringen, und das Dorf wurde dem Landkreis Metz im Bezirk Lothringen zugeordnet.
Nach dem Ersten Weltkrieg musste die Region aufgrund der Bestimmungen des Versailler Vertrags 1919 an Frankreich abgetreten werden und wurde Teil des Département Moselle. Im Zweiten Weltkrieg war die Region von der deutschen Wehrmacht besetzt.
Das Dorf trug 1915–1918 den deutschen Namen Niverlach und 1940–1944 Nieverlach.

### Bevölkerungsentwicklung
| Jahr      | 1962 | 1968 | 1975 | 1982 | 1990 | 1999 | 2007 | 2019 |
| Einwohner | 217  | 236  | 312  | 385  | 408  | 417  | 474  | 716  |

## Belege
1. 1 2   Eugen H. Th. Huhn: Deutsch-Lothringen. Landes-, Volks- und Ortskunde, Stuttgart 1875, S. 308 (google.books.de).
2. ↑  Wappenbeschreibung auf genealogie-lorraine.fr (französisch)
3. ↑  Otto von Blomberg und Stanislaus von Leszczynski: Geschichte des 6. Westfälischen Infanterie-Regiments Nr. 55, Klingenberg, Detmold 1877, S. 321–351 (books.google.de).